# Selección de hockey sobre hielo de Finlandia
La Selección de hockey sobre hielo de Finlandia, es el equipo masculino profesional representativo de Finlandia. Es conocido como los "leijonat" (en finés) o "lejonen" (en sueco), que ambos significan "los leones". Es representada por la Asociación Finlandesa de Hockey sobre Hielo. Es una de las selecciones más reconocidas e importantes del mundo, siendo incluida entre los "Seis Grandes" del hockey sobre hielo junto a Suecia, Canadá, Rusia, República Checa y Estados Unidos.

## Registro Olímpico

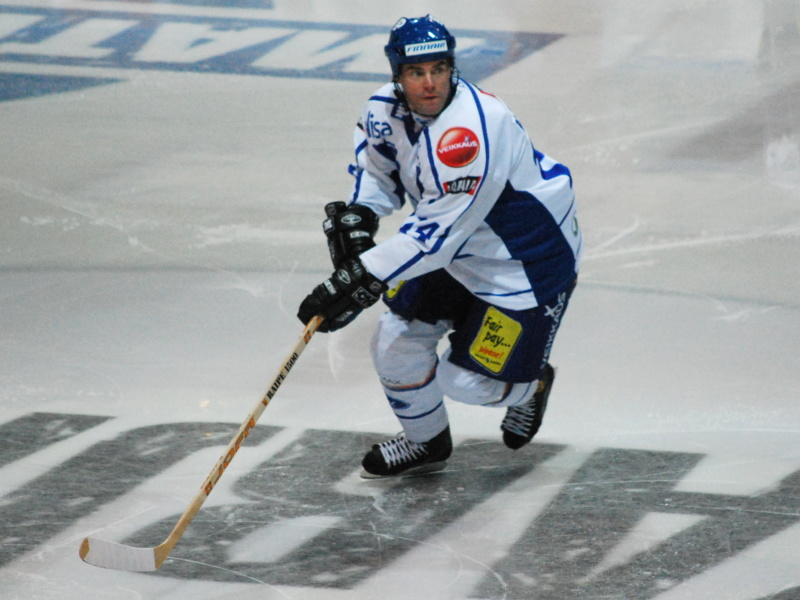
Raimo Helminen, conocido como "Raipe", o "Maestro", es el jugador con más anotaciones y participaciones en la selección finlandesa

| Año                    | Resultado     | Resultado     | Resultado     | Resultado     |
| ---------------------- | ------------- | ------------- | ------------- | ------------- |
| Oslo 1952              | 7° Lugar      | 7° Lugar      | 7° Lugar      | 7° Lugar      |
| Cortina d'Ampezzo 1956 | no participó  | no participó  | no participó  | no participó  |
| Squaw Valley 1960      | 7° Lugar      | 7° Lugar      | 7° Lugar      | 7° Lugar      |
| Innsbruck 1964         | 6° Lugar      | 6° Lugar      | 6° Lugar      | 6° Lugar      |
| Grenoble 1968          | 5° Lugar      | 5° Lugar      | 5° Lugar      | 5° Lugar      |
| Sapporo 1972           | 5° Lugar      | 5° Lugar      | 5° Lugar      | 5° Lugar      |
| Innsbruck 1976         | 4° Lugar      | 4° Lugar      | 4° Lugar      | 4° Lugar      |
| Lake Placid 1980       | 4° Lugar      | 4° Lugar      | 4° Lugar      | 4° Lugar      |
| Sarajevo 1984          | 6° Lugar      | 6° Lugar      | 6° Lugar      | 6° Lugar      |
| Calgary 1988           | Segundo lugar | Segundo lugar | Segundo lugar | Segundo lugar |
| Albertville 1992       | 7° Lugar      | 7° Lugar      | 7° Lugar      | 7° Lugar      |
| Lillehammer 1994       | Tercer lugar  | Tercer lugar  | Tercer lugar  | Tercer lugar  |
| Nagano 1998            | Tercer lugar  | Tercer lugar  | Tercer lugar  | Tercer lugar  |
| Salt Lake City 2002    | 6° Lugar      | 6° Lugar      | 6° Lugar      | 6° Lugar      |
| Turín 2006             | Segundo lugar | Segundo lugar | Segundo lugar | Segundo lugar |
| Vancouver 2010         | Tercer lugar  | Tercer lugar  | Tercer lugar  | Tercer lugar  |
| Sochi 2014             | Tercer lugar  | Tercer lugar  | Tercer lugar  | Tercer lugar  |
| Pieonchang 2018        | 6° Lugar      | 6° Lugar      | 6° Lugar      | 6° Lugar      |
| Beijing 2022           | Primer Lugar  | Primer Lugar  | Primer Lugar  | Primer Lugar  |
| Totales                |               |               |               |               |
| Participaciones        | Oro           | Plata         | Bronce        | Total         |
| 18                     | 1             | 2             | 4             | 7             |